# Grbavica (película)
Grbavica es una película de 2006 dirigida por Jasmila Žbanić acerca de la vida de una madre soltera en el Sarajevo de la postguerra, después de las violaciones de mujeres bosnias por parte de las tropas serbobosnias durante la guerra.
La película muestra, por medio de su protagonista Esma, su hija adolescente Sara, y otros, como la vida cotidiana aún sigue afectada por las guerras yugoslavas de los años 1990. El título es el nombre del barrio de Sarajevo (Grbavica) donde vive Esma. El filme fue una coproducción internacional entre Bosnia, Austria, Croacia y Alemania; recibió fondos por parte de las cadenas de televisión alemanas ZDF y Arte. Grbavica recibió una buena respuesta por parte de la crítica, consiguiendo un 98% de críticas positivas según Rotten Tomatoes, un sitio que recoge críticas profesionales.
Ganó el Oso de Oro en el Festival Internacional de Cine de Berlín de 2006 y fue el candidato de Bosnia y Herzegovina en la categoría Mejor película de habla no inglesa de los Premios Oscar de 2006.

## Antecedentes
Según la directora:

"...en 1992 todo cambió y me di cuenta que estaba viviendo una guerra donde el sexo era usado como parte de una estrategia bélica para humillar a las mujeres y así causar la destrucción de un grupo étnico. 20 000 mujeres fueron sistemáticamente violadas durante la guerra."

En la película, a los violadores serbios se los llama "chetniks", un término peyorativo usado por parte de la población de Sarajevo (Musulmanes bosnios y croatas, en su mayoría) para referirse a las tropas serbias. Según la directora, se omitió la palabra serbio/s a propósito, para evitar dirigir la culpa hacia el grupo étnico en su totalidad.

## Reparto
- Mirjana Karanović es Esma.
- Luna Mijović es Sara.
- Leon Lučev es Pelda.
- Kenan Čatić es Samir.
- Jasna Ornela Berry es Sabina.
- Dejan Ačimović es Čenga.
- Bogdan Diklić es Šaran.
- Emir Hadžihafizbegović es Puška.
- Ermin Bravo es el Profesor Muha.
- Semka Sokolović-Bertok es la madre de Pelda.
- Maike Höhne es Jabolka.
- Jasna Žalica es Plema.
- Nada Džurevska es la tía Safija.
- Emina (Minka) Muftić es Vasvija.
- Dunja Pašić es Mila.